# José María Vargas (khu tự quản)
José María Vargas là một khu tự quản thuộc bang Táchira, Venezuela. Thủ phủ của khu tự quản José María Vargas đóng tại EL Cobre. Khự tự quản José María Vargas có diện tích 229 km2, dân số theo điều tra dân số ngày 21 tháng 10 năm 2001 là 8038 người.